# Deep Packet Inspection
Deep Packet Inspection (DPI; auch complete packet inspection oder Information eXtraction, IX) steht für ein Verfahren in der Netzwerktechnik, Informationen aus Datenpaketen zu extrahieren. Dabei werden gleichzeitig der Datenteil und der Headerteil des Datenpaketes auf bestimmte Merkmale wie Protokollverletzungen, Computerviren, Spam und weitere unerwünschte Inhalte untersucht. Der Unterschied zu einem Paketfilter besteht darin, dass dieser nur den Headerteil des Paketes überprüft, aber nicht den Datenteil. Deep Packet Inspection ermöglicht auch eine Regulierung von Datenströmen.
DPI wird derzeit meist in Enterprise-Anwendungen bei Providern, oft im Auftrag von Regierungen, in den unterschiedlichsten Anwendungsbereichen eingesetzt. Es ermöglicht eine erhebliche Absicherung des Informationsflusses, wird aber auch zur Vorratsdatenspeicherung, zum Abhören und Sammeln von Informationen und zur Zensur im Internet eingesetzt. Kritiker befürchten auch, dass die DPI-Technik in Zukunft dahingehend genutzt werden könnte, die Netzneutralität des Internets einzuschränken. In der Türkei wird DPI von Providern eingesetzt um beim Download von bekannter Software wie zum Beispiel VLC, WinRAR, Skype, 7-Zip oder Opera die offiziellen Downloadseiten umzuleiten und mit Spyware infizierter Software zu bedienen.
Eine Technik gegen DPI ist der Einsatz von HTTPS anstatt HTTP. Der Proxy, der DPI ausführt, kann eine verschlüsselte HTTPS-Verbindung nicht einfach aufbrechen und die Inhalte analysieren. Um einen Proxy, der HTTPS-Verbindungen aufbricht, als vertrauenswürdig einzustufen, müsste auf dem Client ein Zertifikat des Proxys installiert sein.